# Йоганнес Іттен
Йоганнес Іттен (11 грудня 1888, Сюдер-Лінден — 27 травня 1967, Цюрих) — швейцарський експресіоніст, художник, дизайнер, викладач, письменник і теоретик (зокрема, теорії кольору), пов'язаний зі школою Баугауз (нім. Staatliche Bauhaus). Разом із німецько-американським маляром Ліонелом Фінінгером та німецьким скульптором Ґергардом Марксом, під керівництвом німецького архітектора Вальтера Ґропіуса, Іттен був однією зі складових ядра Веймарського Баугаузу.

## Життя і творчість
Народився у Сюдер-Ліндені в Швейцарії, 1904–1908 року працював учителем у початковій школі.
З 1908 року почав викладати з використанням методи, розробленої Фрідріхом Фребелем, і познайомився з ідеями психоаналізу. Пізніше він записався до Школи образотворчого Мистецтва в Женеві, але згодом повернувся до Берна, будучи розчарованим тамтешньою манерою викладання. Іттенове навчання в Берн-Гофвіл Педадогічній Академії в Ернста Шнейдера послужило хорошою основою для пізнішої роботи викладачем у Баугаузі. Іттен перейняв принципи Шнейдера, серед яких — не виправляти індивідуальної творчої роботи студентів, щоб не порушити творчий імпульс. Він радше звертав увагу на певні, спільні для всіх помилки, щоб поправити увесь клас.
Великий вплив на роботу Іттена справили Адольф Гользель та Франс Чіжек, які у Відні взяли собі за основу роботу та підручник художника-абстракціоніста Юджіна Джілларда. Від Гользеля Іттен перейняв набір основних форм (лінію, площину, коло, спіраль), як відправні пункти для подальшої творчости, і використання гімнастичних вправ для зняття напруги в студентів і підготовки їх до нових вражень у процесі навчання.
Впродовж 1919–1922 років Іттен викладав у Баугаузі, де створив інноваційний «початковий курс», метою якого було ознайомити студентів з основами характеристик матеріалів, композиції та кольору. 1920 року Іттен запросив до співпраці з ним у Баугаузі Пауля Клее та Георга Мухе. Він також опублікував книжку «Мистецтво кольору», в якій викладено його ідеї щодо кращого розуміння кольорового кола Адольфа Гользеля. Іттенова так звана «кольорова сфера» включала в собі вже 12 кольорів.
Створений в Баугаузі колірної конструктор служив не тільки функціональним потребам виробництва, але і в дусі часу звертався до внутрішньої енергетиці споживача — в 1920–1930-ті роки різні види окультизму, експерименти з гіпнозом і спіритизм були на піку моди. Власне, підручник Іттена «Мистецтво кольору» відкривається і завершується посиланнями на індійські Веди, а самі заняття студентів з кольорознавства в Баугаузі починалися сеансом медитації для споглядання гармонії світу.
Зрозуміла та логічно-обґрунтована теорія кольору, розроблена Іттеном, завоювала багато прихильників та послідовників. Зокрема, робота Іттена з вивчення та використання кольору дуже нагадує квадратні оп-арт полотна таких художників як Жозеф Альберс, Макс Білл, Бріджет Рілі та експресіоністські роботи Василя Кандинського.
Відповідно до теорії Іттена, всі кольори діляться на дві базові групи: хроматичні (локальні кольору сонячного спектра) і ахроматичні (білий і чорний, а також всі розташовані між ними відтінки сірого). Особливості цих колірних відносин допомагають зрозуміти 7 типів контрастів, які і сформулював Іттен: за кольором, по світлин, по колірній температурі, за насиченістю, за контрастом додаткових квітів, по зайнятій площі й по симультанному контрасту.
Зараз це здається таким очевидним, що ми не замислюємося про те, що вчення Іттена трохи менше ста років. Сміливість сучасного дизайнера, який використовує ці правила, будь то Доротея Мейліхзон (Dorothée Meilichzon), Тетяна фон Штейн (Tatiana von Stein) або Гейл Нунан (Gayle Noonan), звичайно ж, підживити успішними експериментами таких легенд дизайну і мистецтва як Піт Мондріан, Ів Сен-Лоран, Етторе Соттсасс (Ettore Sottsass).
Бренди-трендсеттери, такі як Vitra, Cassina, cc-tapis і ін., в дизайні своїх стендів на провідних міжнародних виставках і в своїх колекціях активно використовують прийом колор-блокінг — яскравих і контрастних колірних сполучень. Сильні, викликають, активні, як маніфест групи Memphis в 1980-х, монохромні колірні фарбує стіни можна зустріти сьогодні й в дизайні інтер'єрів, в першу чергу, бутиків, кафе, салонів. Роботи Індії Мадава (India Mahdavi), студії Sella Concept і Хайме Айона (Jaime Hayon) — барвисте тому підтвердження.

## Мистецтво кольору

Кольорове коло за Йоганнесом Іттеном (1961)

У своїй книзі «Мистецтво кольору», використовуючи алегоричність вед, Іттен так описує основну загальну ідею педагогічного методу: «Отримання знання з книг або від вчителів подібно подорожі у візку. Але віз може служити тільки на великій дорозі. Той, хто досяг кінця її, зійде з воза і піде далі пішки». Він проголошує: «Якщо ви, не знаючи законів кольору, здатні створювати шедеври, то ваш шлях полягає в цьому незнанні. Але якщо ви, не знаючи цих законів, не здатні створювати шедеври, то вам слід подбати про отримання відповідних знань».

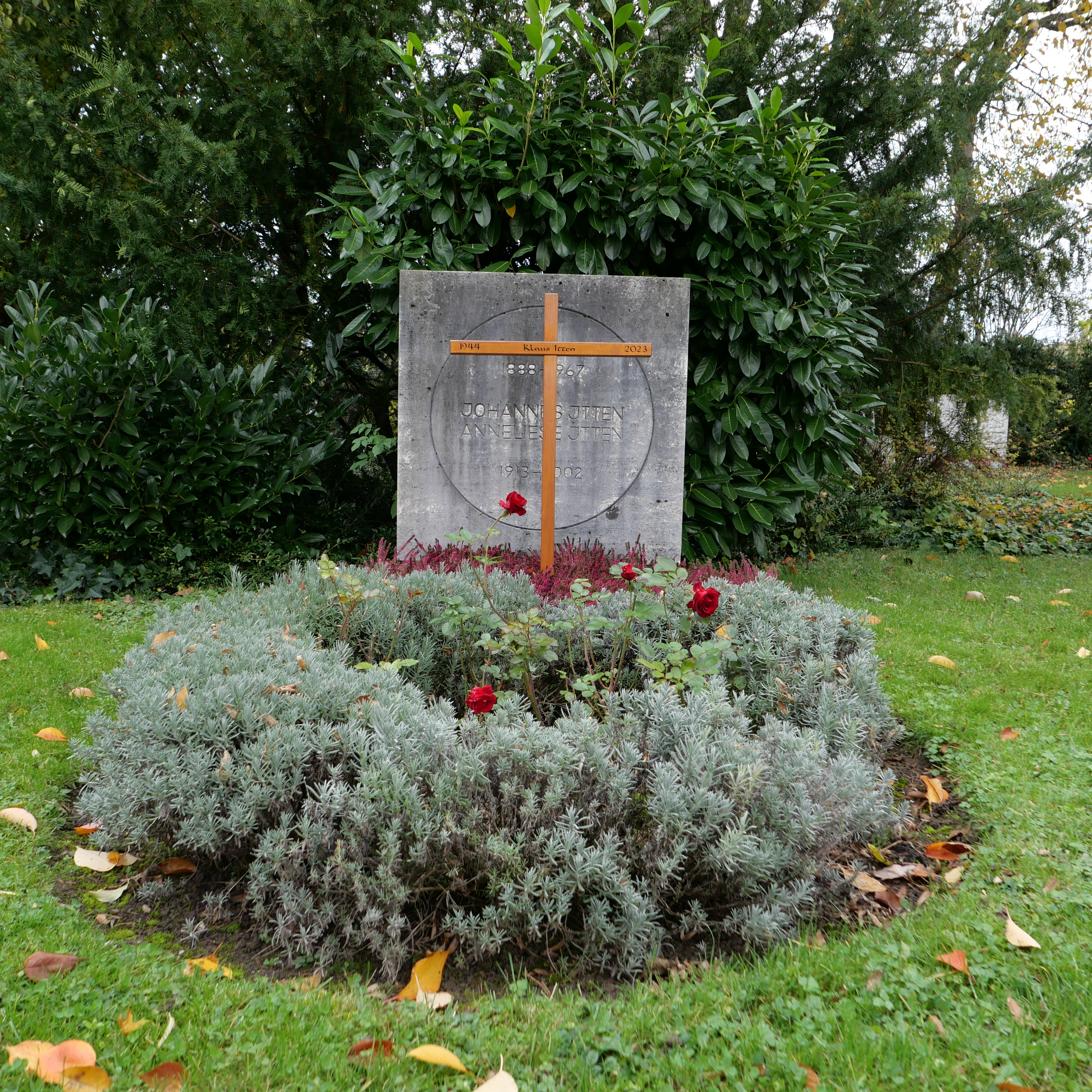
Могила Іттена, його другої дружини Аннелізи, уродженої Шльоссер (1913-2002) та одного з їхніх трьох дітей, Клауса Іттена (1944-2023), який був професором географії Цюріхського університету, на кладовищі Хенгерберг в Цюріху.

На прикладі як західних, так і східних майстрів, починаючи з древніх, і закінчуючи своїми сучасниками і соратниками (Пауль Клее, Василь Кандинський, Вальтер Гропіус), Іттен пропонує до осягнення різні принципи і підходи, якими ті керуються в своїй творчості. Спираючись на досвід попередників, які вивчали фізичну природу світла, хімію пігментів і барвників, фізіологічний і психологічний аспекти впливу кольору: І. Ньютона, Й. Гете, Ф. Рунге, М. Шеврель, Г. Гельмгольца, В. Бецольда, В. Оствальда, А. Гельцеля. І. Іттен побудував свою теорію, інтегрувавши в ній знайдені раніше закономірності, опосередковано їх розуміння. Модернізувавши інструмент колірного кола — розширив уявлення про функції додаткових квітів і колірних контрастів. Його лекції сприймаються як захоплюючу подорож в таємничий світ: тут киплять пристрасті, йде боротьба за першість, чергуються торжество і смуток, мрійливість і душевний підйом…
Весь курс Іттена покликаний звільнити свідомість майбутнього художника від пут за все не має відношення до чистої регуляції індивідуальної гами (як наслідку і частини психо-фізіологічного сприйняття феномена кольору) і композиційних переваг (як приватного фактора гештальтпсихології), погоджених з об'єктивними законами гармонії, тобто привнесення в твір змістовності через колір і форму, а не через наративність, оповідання. Останнє має на увазі те, що колір і форма самі по собі надлишково інформативні, щоб обходитися без запозичень допоміжних засобів, іншою «мовою» самовираження. Причому його евристичний метод сприяє не тільки виявлення індивідуальної гами — це перший етап, але і в чималому ступені завдяки їй — правильному вибору предмета інтересів, вірному використанню здібностей в єдиною, максимально відповідній сумі всіх якостей індивідума, області.
Школа Баугауаз має на увазі перебування художника в злагоді з суспільством, створення гармонійного «середовища існування», а не анархічне протистояння його індивідуальності потребам людини в красі. Система І. Іттена, надавала першорядне значення розуміння законів кольору, перебувала в співзвучності з таким баченням завдань творчості; а тим, хто не приділяє належної уваги колористичної культури, він нагадує: «У людей, чутливих до кольору, несимпатичні їм кольори можуть спровокувати навіть психічний розлад … Хіба загальне добре самопочуття не є більш важливою метою, ніж естетична єдність?».
Говорячи про здібності розуміння проблем кольору художником, Іттен відзначає три основних спостережуваних тенденції:
- До першої групи належать «епігони», що не володіють самостійним світоглядом по цій частині, і задовольняються рішеннями, знайденими їх вчителями або іншими майстрами, без повноцінного усвідомлення принципів, використовуваних тими.
- Друга категорія — тип «оригіналів», які в своїх колористичних пристрастях керуються виключно тим, що їм підказує їх власний смак; причому, незалежно від зображуваного, змісту твору, вони застосовують одну-єдину модель колірних відносин. Суб'єктивізм їх «шаблону» позбавлений універсальності в розумінні теми і образу.
- Демонстроване третіми художниками, «універсалами», вже дає зрозуміти, що вони створюють свої твори, спираючись на об'єктивні закономірності, знайдені в процесі осягнення складного життя кольору: колористичну організацію в їх композиціях відрізняє творча самостійність і внутрішній зв'язок з темою, виразною завданням, нюансами настроїв.

Ці художники, будучи дослідниками, вельми нечисленні, оскільки крім свого індивідуального сприйняття кольору, вони повинні ще й мати здатність у всій повноті сприймати гармонійні поєднання і пропорції, що надаються колірним кругом, що, як показує досвід, трапляється рідко. Такий майстер повинен мати багатий арсенал знань і власну концепцію — самобутність відношення до мистецтва і життя.

## Вплив
2012 року в фільмі Крістофера Нолана «Темний лицар повертається» є кілька посилань на роботу Іттена, а сам Нолан згадує про великий художній вплив Іттена на його фільми. Найочевиднішим із впливу є каламбур із фільму (дослівно): «I'll call it in [Itten]». Згодом Нолан підтвердив, що навмисно доручив Ейдану Гіллену нечітко сформулювати цю лінію.

## В культурі
- 2018 — німецький документальний фільм «Johannes Itten — Bauhaus pioneer», реж. Марина Румянзева.[14]
- Die Neue Zeit — серіал ARTE про Баугауз